# Diego Genaro Lletget y Perez del Olmo
Diego Genaro Lletget y Perez del Olmo (Arenas de San Pedro, província d'Àvila, 1798 - Madrid, 20 de febrer de 1884) fou un farmacèutic espanyol, acadèmic de la Reial Acadèmia Nacional de Medicina i de la Reial Acadèmia de Ciències Exactes, Físiques i Naturals.

## Biografia
Estudià farmàcia al Reial Col·legi de Farmàcia de Sant Ferran, on es llicencià en 1809 i doctorà en 1812. El 1825 esdevingué catedràtic de farmàcia experimental al Reial Col·legi. Pocs anys després, però, deixà la càtedra per obrir una farmàcia a la Carrera de San Jerónimo, que aviat assolí un gran prestigi, de tal manera que La Casa de la Moneda li encarregava la preparació de l'àcid nítric puríssim per als assajos d'encunyament de monedes d'or i plata. També li fou encarregat l'anàlisi d'aigües d'alguns municipis biscaïns com Zestoa o Aretxabaleta.
Gràcies al seu prestigi fou Farmacèutic Honorari de Sa Majestat Isabel II. També fou membre de la Real Sociedad Económica Matritense de Amigos del País i quan es va constituir la Reial Acadèmia de Ciències Exactes, Físiques i Naturals en 1847 en fou un dels acadèmics fundadors. De la mateixa manera en 1861 fou un dels acadèmics fundadors de la Reial Acadèmia Nacional de Medicina. També fou tresorer del Real Col·legi de Farmacèutics de Madrid i bibliotecari de la Biblioteca del Col·legi de Sant Ferran de Madrid.